# Кучиля Гранде
Кучиля Гранде (на испански: Cuchilla Grande) е възвишение в най-южната част на Бразилското плато, разположено в югоизточната част на Уругвай.
Състои се от 2 обособени части: същинското възвишение Кучиля Гранде с връх Серо Катедрал (височина 514 m) – най-високата точка на Уругвай, и разположеното югозападно от него възвишение Кучиля Гранде Инфериор с височина до 304 m.
Изградено е предимно от гранити. Източните и южните му склонове са стръмни, а западните и северозападните – полегати, силно разчленени от левите притоци на река Рио Негро (ляв приток на река Уругвай).
Цялото възвишение е заето от субтропична савана, обрасла на места с вечнозелени и листопадни дървета и храсти.